# Паданский уезд
Па́данский уезд — административно-территориальная единица Российской империи с 1776 по 1782 год и АКССР с 1923 по 1927 год. Административный центр Паданск.

## История
Паданский уезд был образован именным указом от 24 августа (4 сентября) 1776 года из Лопского Паданского комиссарства. Его административным центром был Паданск. Территория Паданского уезда входила тогда в состав Олонецкой области Новгородского наместничества, а с 11(22) декабря 1781 года, вместе с Олонецкой областью, — в состав Петербургской губернии.
12(23) мая 1782 года Паданский уезд переименован в Повенецкий уезд. Центр — уездный город Олонецкой области Повенец, а  22 мая (2 июня) 1784 Повенецкий уезд вместе со всей Олонецкой областью был выделен из Петербургской губернии.
4 июня 1923 году постановлением подкомиссии по территориальному делению Карельской Трудовой Коммуны из приграничных карельских волостей Петрозаводского уезда КТК (Ребольской, Поросозерской, Богоявленской, Кимасозерской, Ругозерской) был создан Паданский район с центром в Паданах.
В сентябре 1923 года район был упразднен и вместо его образован Паданский уезд с центром в селе Паданы из 5 западных волостей Петрозаводского уезда — Паданской, Порос-Озерской, Ребольской, Ругозерской и Кимас-Озерской. Волости делились на 12 сельсоветов.
По данным переписи населения 1926 года в уезде проживало 13,9 тыс. чел.
29 августа 1927 года уездное деление в Автономной Карельской ССР было упразднено. Вместо уездов были образованы районы. Территория Паданского уезда была разделена между Ребольским, Ругозерским и Сегозерским районами.